# Докузпара
Докузпари́нское (Чеперское) вольное общество (лезг. Чеперин кIватIал) — лезгинское государственное образование, вольное общество. Существовало на территории Южного Дагестана от XVI века до 1839 года. Столицей вольного общества был аул Джаба.

## География
Докузпаринское вольное общество располагалось на самом юге Дагестана. Северной границей вольному обществу служила река Самур, с юга Докузпару ограничивали отроги Главного Кавказского хребта. С запада вольное общество граничило с союзом сельских общин Ахтыпара-1, с юго-запада Ахтыпара-2 — Ахтыпаринское вольное общество. Восточным соседом общества являлось Алтыпаринское вольное общество.

## Административно-территориальное деление
Докузпаринское вольное общество состояло из девяти селений: Джаба, Балуджа, Ялджух, Лгапиркент, Храх, Филидзах, Ухул, Джиг-Джиг, Ихир. Село Мискинджа являлось абсолютно самоуправляемым и не подчинчлось центру вольного общества — аулу Джаба, однако находилось в военном союзе с Докузпарой.
В состав Докузпары входило также село Чах-Чах (Чахчар).

## История
Процесс формирования вольных обществ в Самурской долине длился с XIV по XVI век. Докузпара является наиболее ранней из лезгинских обществ Южного Дагестана. В начале XVII века вольные общества Самурской долины, в их числе и Докузпара, сохраняя независимость, попали под влияние Персии. В XVIII веке вольные общества Самурской долины стали яблоком раздора между тремя державами, борющимися за влияние на Кавказе — Россией, Турцией и Персией. В начале XVIII века докузпаринцы во главе с Хаджи-Давудом Мюшкюрскимъ подняли восстание против иранского господства, к которому вскоре примкнул весь Южный Дагестан, Кубинское ханство, Джаро-Белоканские общества, Илисуйский султанат. Союзником Хаджи-Давуда было казикумухское ханство. В ходе кровопролитных боёв повстанцам удалось сбросить иранское господство и перенести боевые действия в пределы непосредственно Персидской державы. В 1724 году был подписан Константинопольский мирный договор, по которому Россия признавала самурские вольные общества протекторатами Османской империи, однако с самими вольными обществами никаких договоров по этому поводу заключено не было. В 1735 году было заключено Гянджинское перемирие, по которому Россия отказывалась от претензий на самурские вольные общества в пользу Персии. Летом 1741 года иранский правитель Надир-шах вторгся в Дагестан со стотысячной армией. Докузпаринцы приняли на себя удар одними из первых.

### Вхождение в состав России
В феврале 1811 года Докузпара с Мискинджой вступили в подданство России на следующих условиях: 1) вольные общества признают над собой только власть России, находящейся в Кубе; 2) царская администрация гарантирует сохранность поголовья на зимних пастбищах в Кубе, Шеки и других местах, за что общества обязуются отдавать «с каждой сотни баранов одного в казну» В 1837-1839 годах горцы Докузпары и Алтыпары участвовали в Кубинском восстании в общем союзе под руководством Магомед-бека Мискинджинского. В наше время территория Докузпаринского вольного общества является частью Ахтынского района Республики Дагестан, из всех сёл на данный момент жилыми являются лишь три — Мискинджа, Джаба, Ухул.

## Население
Докузпаринское вольное общество имело моноэтничный состав — во всех сёлах проживали лезгины, исповедовали докузпаринцы ислам суннитского толка, кроме села Мискинджа, и поныне являющегося шиитским. В 1820-м году Докузпаринское вольное общество вместе с селом Мискинджа насчитывало 960 семей.

## Экономика
Жители общества занимались скотоводством и земледелием. Мелкий рогатый скот докузпаринцев отгонялся зимой на пастбища в Ширванском и Кубинском ханствах. В земледелии жители общества умели террасировать горные склоны под посевные площади и возводить систему орошения террас. Выращивали докузпаринцы озимый ячмень и яровую пшеницу. Также население занималось сукноделием, ковроткачеством, вязанием шерстяных носков, обработкой кожи и шерсти, изготовлением войлока, — джурабов. А также, в каждом ауле имелись кузнецы и гончары. Мужчины Докузпаринского вольного общества занимались отходничеством.